# داتلن
داتلن (بالألمانية: Datteln) هي بلدة ألمانية تقع في ألمانيا في ركلنهاوزن.  يقدر عدد سكانها بـ 35,875 نسمة .

## المدن التوأمة
مدن Cannock و غينتين هي مدن توأمة لـداتلن.

## أعلام
- شارلوت بيكر
- كاتيا سايزينغر
- كلوس إيبرهارد
- راينهارد ليتمان
- فولفغانغ هابر